# Lactarius lanceolatus
Lactarius lanceolatus é um fungo que pertence ao gênero de cogumelos Lactarius na ordem Russulales. Encontrado na América do Norte e na Europa, foi descrito cientificamente por O. K. Mill. e Laursen em 1973.